# Пещенко, Павел Евстигнеевич
Павел Евстигнеевич Пе́щенко (10 марта 1937 — 5 февраля 2021) — советский хозяйственный и политический деятель, Председатель Исполнительного комитета Петрозаводского городского Совета народных депутатов (1987—1990), Почётный гражданин Петрозаводска (2009).

## Биография
Родился в крестьянской семье. Отец — участник Великой Отечественной войны, погиб в 1945 году при штурме Кёнигсберга. После смерти матери в 1945 году, остался сиротой.
По окончании Витебского станкостроительного техникума в 1958 году, проходил службу в рядах Советской Армии в Карельской АССР (гарнизон «Бесовец»).
После службы в армии, в Петрозаводске работал на Онежском тракторном заводе, затем на заводе «Тяжбуммаш», где прошёл путь от слесаря-инструментальщика до секретаря партийного комитета завода (1964—1974).
В 1974—1985 годах работал в Петрозаводском городском комитете КПСС, Карельском областном комитете КПСС.
В 1985—1986 годах — Первый секретарь Костомукшского городского комитета КПСС.
В 1987—1990 годах — Председатель Исполнительного комитета Петрозаводского городского Совета народных депутатов.